# Фрімонт-Гіллс (Міссурі)
Фрімонт-Гіллс (англ. Fremont Hills) — місто (англ. city) в США, в окрузі Крістіан штату Міссурі. Населення — 1049 осіб (2020).

## Географія
Фрімонт-Гіллс розташований за координатами 37°3′53″ пн. ш. 93°15′11″ зх. д. / 37.06472° пн. ш. 93.25306° зх. д. (37.064636, -93.252961).  За даними Бюро перепису населення США в 2010 році місто мало площу 1,42 км², уся площа — суходіл.

## Демографія
Згідно з переписом 2010 року, у місті мешкало 826 осіб у 319 домогосподарствах у складі 272 родин. Густота населення становила 580 осіб/км².  Було 345 помешкань (242/км²).
Расовий склад населення:
| - 97,5 % — білих - 0,6 % — азіатів - 0,4 % — корінних американців - 0,2 % — чорних або афроамериканців |

До двох чи більше рас належало 1,2 %. Частка іспаномовних становила 0,8 % від усіх жителів.
За віковим діапазоном населення розподілялося таким чином: 21,1 % — особи молодші 18 років, 58,9 % — особи у віці 18—64 років, 20,0 % — особи у віці 65 років та старші. Медіана віку мешканця становила 49,7 року. На 100 осіб жіночої статі у місті припадало 105,5 чоловіків;  на 100 жінок у віці від 18 років та старших — 98,8 чоловіків також старших 18 років.
Середній дохід на одне домашнє господарство  становив 119 764 долари США (медіана — 103 281), а середній дохід на одну сім'ю — 130 726 доларів (медіана — 110 357). Медіана доходів становила 111 500 доларів для чоловіків та 58 000 доларів для жінок. За межею бідності перебувало 1,7 % осіб, у тому числі 1,3 % дітей у віці до 18 років та 2,4 % осіб у віці 65 років та старших.
Цивільне працевлаштоване населення становило 396 осіб. Основні галузі зайнятості: освіта, охорона здоров'я та соціальна допомога — 25,3 %, фінанси, страхування та нерухомість — 13,1 %, роздрібна торгівля — 12,6 %.